# Planodes ambonensis
Planodes ambonensis là một loài bọ cánh cứng trong họ Cerambycidae.